# Cathédrale Saint-François-Xavier de Banská Bystrica
Cette  cathédrale n’est pas la seule cathédrale Saint-François-Xavier.
La cathédrale Saint-François-Xavier (en slovaque : Katedrála svätého Františka Xaverského) est une cathédrale située à Banská Bystrica en Slovaquie. Elle fut construite entre 1695 et 1715. C'est une réplique de l'église du Gesù à Rome. Elle est la cathédrale du diocèse de Banská Bystrica (en) depuis 1776.